# Пекарня

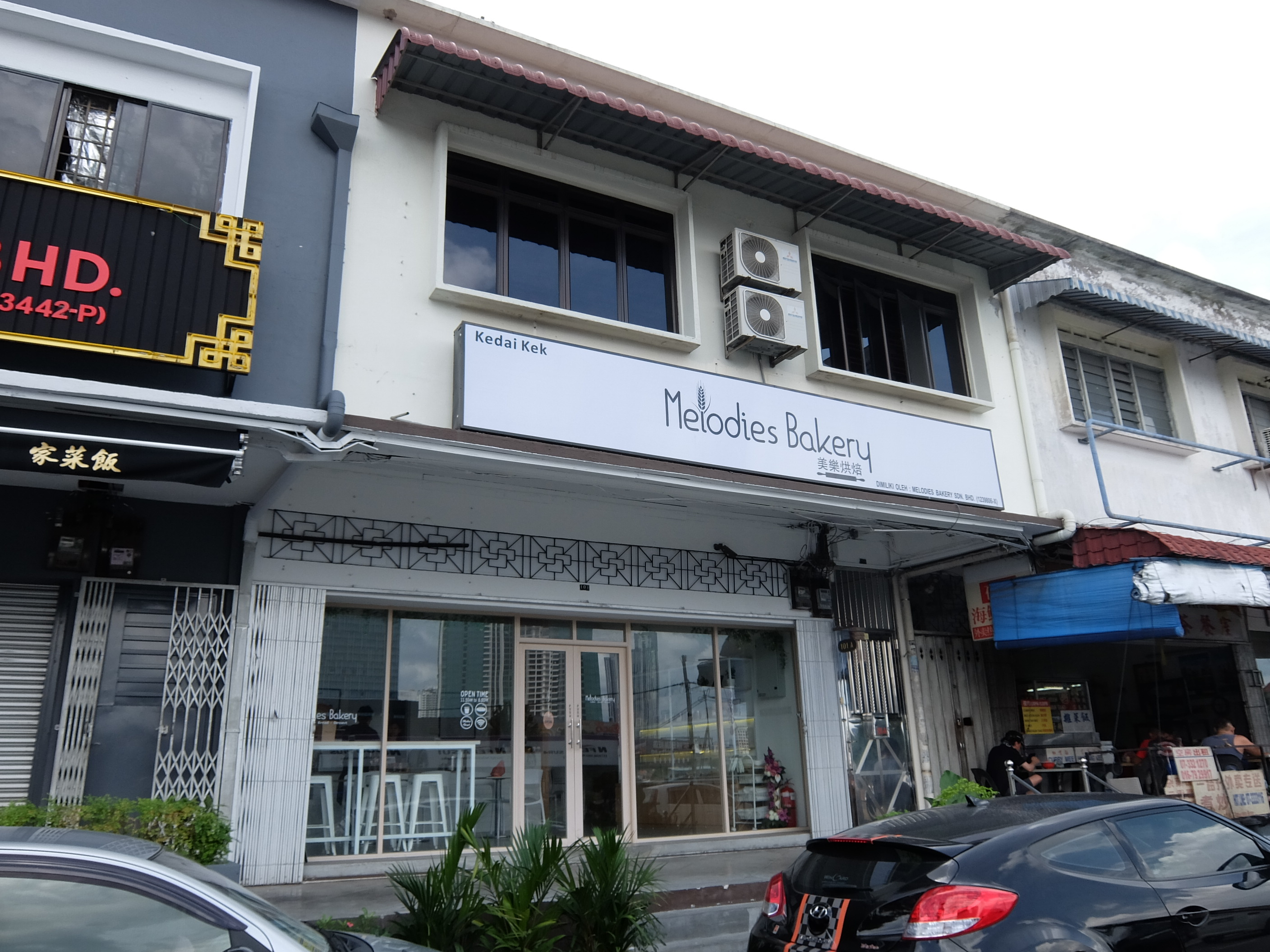
Пекарня

Пекарня — установа для хлібопечення та інколи продажу хліба, печива, кексів, тортів та інших виробів з печеного тіста. Зазвичай, на відміну від хлібзаводів, термін посилається на невеликі установи.